# 포워드 센터

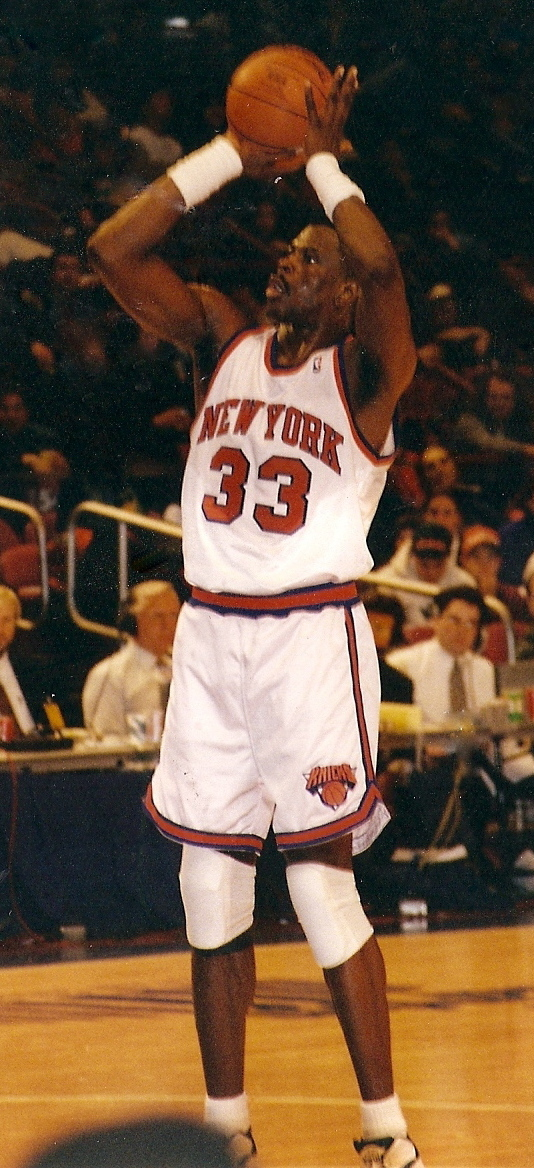
패트릭 유잉.

포워드–센터(Forward-center)는 꾸준히 포워드와 센터 모두를 소화하는 선수의 포지션이다. 일반적으로 이것은 파워 포워드와 센터를 의미하는데, 이들은 보통 농구 팀에서 가장 키가 큰 두 명의 선수 포지션이며, 따라서 서로 더 자주 겹치기 때문이다.

## 발전과 역할
포워드–센터는 1960년대에 농구 경기가 발전하고 더욱 전문화되면서 농구 용어에 등장했다. 코트 위의 다섯 가지 포지션은 원래 가드, 포워드, 그리고 센터로만 알려져 있었지만, 현재는 포인트 가드, 슈팅 가드, 스몰 포워드, 파워 포워드, 그리고 센터가 다섯 가지 주요 포지션으로 일반적으로 인정되고 있다.
일반적으로 포워드–센터는 그 포지션에 도움이 필요한 팀에서 센터로도 뛰게 된 재능 있는 포워드이다. 또한 그 선수는 NBA 수준에서 7 ft 0 in (213 cm)보다 키가 작으면서도 파워 포워드 포지션에 맞는 기술을 가진 약간은 발이 느린 센터일 수도 있는데, 특히 그 팀이 더 나은 센터를 가지고 있는 경우에 그렇다.

## 저명한 포워드-센터의 예
6 ft 11 in (211 cm)의 마커스 캠비는 주로 센터로 뛰었다. 그러나 뉴욕 닉스에서의 첫 임기 동안, 그는 주로 파워 포워드로 뛰었는데, 당시 닉스에는 7 ft 0 in (213 cm)의 패트릭 유잉이라는 NBA에서 가장 순수한 센터 중 한 명이 있었기 때문이다. 유잉 자신도 커리어 초기에 당시 닉스의 기존 센터였던 7 ft 1 in (216 cm)의 빌 카트라이트를 보완하기 위해 포워드-센터로 뛰었다. 닉스의 또 다른 레전드인 윌리스 리드는 1965년 팀이 동료 센터인 월트 벨라미를 영입했을 때 포워드–센터 포지션으로 옮겨갔다. 리드는 1968년 닉스가 벨라미를 데이브 드부셔와 트레이드하면서 디트로이트 피스턴스로 보낸 후 센터로 돌아왔다. 7 ft 4 in (224 cm)의 랄프 샘슨은 또 다른 저명한 포워드–센터로, 1983년 신인 시절 센터로 뛰었다. 1984년, 그는 그 해 7 ft 0 in (213 cm)의 하킴 올라주원이 드래프트되면서 파워 포워드로 옮겼다.
대부분의 포워드-센터는 키가 6 ft 9 in (2.06 m)에서 7 ft 0 in (2.13 m)까지 다양하다. 현대 센터 중에서는 니콜라 요키치가 가장 뛰어나다는 평가를 받는다. 6피트 11인치의 요키치는 백보드를 이용한 부드러운 슛과 가드처럼 뛰어난 패스 능력으로 알려져 있으며, '가장 위대한 패스 능력을 가진 빅맨'이라는 평판을 얻고 있다. 2014년 드래프트 2라운드에서 타코벨 광고 중에 드래프트되었다는 유명한 일화가 있는 요키치는 6번의 올스타 선정, 6번의 올-NBA 팀 선정, 3번의 리그 MVP 수상, 그리고 2023년 덴버 너기츠를 첫 우승으로 이끈 파이널 MVP를 포함한 인상적인 경력으로 NBA 역사상 최고의 센터 중 한 명임을 입증했다.

## 같이 보기
- 트위너